# Peter Grünberg
Peter Grünberg (Pilsen, actual República Checa, 18 de mayo de 1939-Jülich, 7 de abril de 2018) fue un físico alemán y uno de los que descubrieron la magnetorresistencia gigante que permitió el aumento de los gigabyte en los discos duros. 
Estudió en la Universidad de Frankfurt (Johann Wofgang Goethe Univesität) y después obtuvo licencia en la Universidad Técnica de Darmstadt (1966), doctorándose en 1969. Trabajó en el Instituto de Investigación de Estado Sólido del Centro de Investigación Júlich,en alemán Forschungszentrum Jülich hasta su jubilación en el 2004.
Por sus descubrimientos sobre la magnetorresistencia gigante, obtuvo el Premio Nobel de Física, junto a Albert Fert en 2007.

## Trabajo importante
En 1986 descubrió el acoplamiento de intercambio antiparalelo entre capas ferromagnéticas separadas por una capa delgada no ferromagnética, y en 1988 descubrió el efecto magnetoresistivo gigante (GMR). GMR fue descubierto de forma simultánea e independiente por Albert Fert de la Université de Paris Sud. Se ha utilizado ampliamente en cabezales de lectura de discos duros modernos. Otra aplicación del efecto GMR es la memoria magnética no volátil de acceso aleatorio.
Además del Premio Nobel, el trabajo de Grünberg también ha sido recompensado con premios compartidos en el Premio Internacional APS para Nuevos Materiales, el Premio de la Unión Internacional de Magnetismo de Física Aplicada, el Premio Hewlett-Packard Europhysics, el Premio Wolf en Física y el 2007 Premio de Japón. Ganó el Premio Futuro Alemán de Tecnología e Innovación en 1998 y fue nombrado Inventor Europeo del Año en la categoría "Universidades e instituciones de investigación" por la Oficina Europea de Patentes y la Comisión Europea en 2006.